# Piggy Banks
Piggy Banks è un film statunitense del 2005 diretto da Morgan J. Freeman.

## Trama
John (Jake Muxworthy) e Michael (Gabriel Mann) sono due ragazzi che uccidono chiunque capiti sottomano per impossessarsi dei loro soldi; mentore della loro educazione è stato il padre (Tom Sizemore), un individuo spietato che ha insegnato loro la sua particolare e mortale filosofia di vita.

## Produzione e distribuzione
Il film è uscito in Italia sotto forma di DVD il 15 ottobre 2009.